# Chondracanthus deltoideus
Chondracanthus deltoideus är en kräftdjursart som beskrevs av John Fraser 1920. Chondracanthus deltoideus ingår i släktet Chondracanthus och familjen Chondracanthidae. Inga underarter finns listade i Catalogue of Life.